# 竹中大工道具館

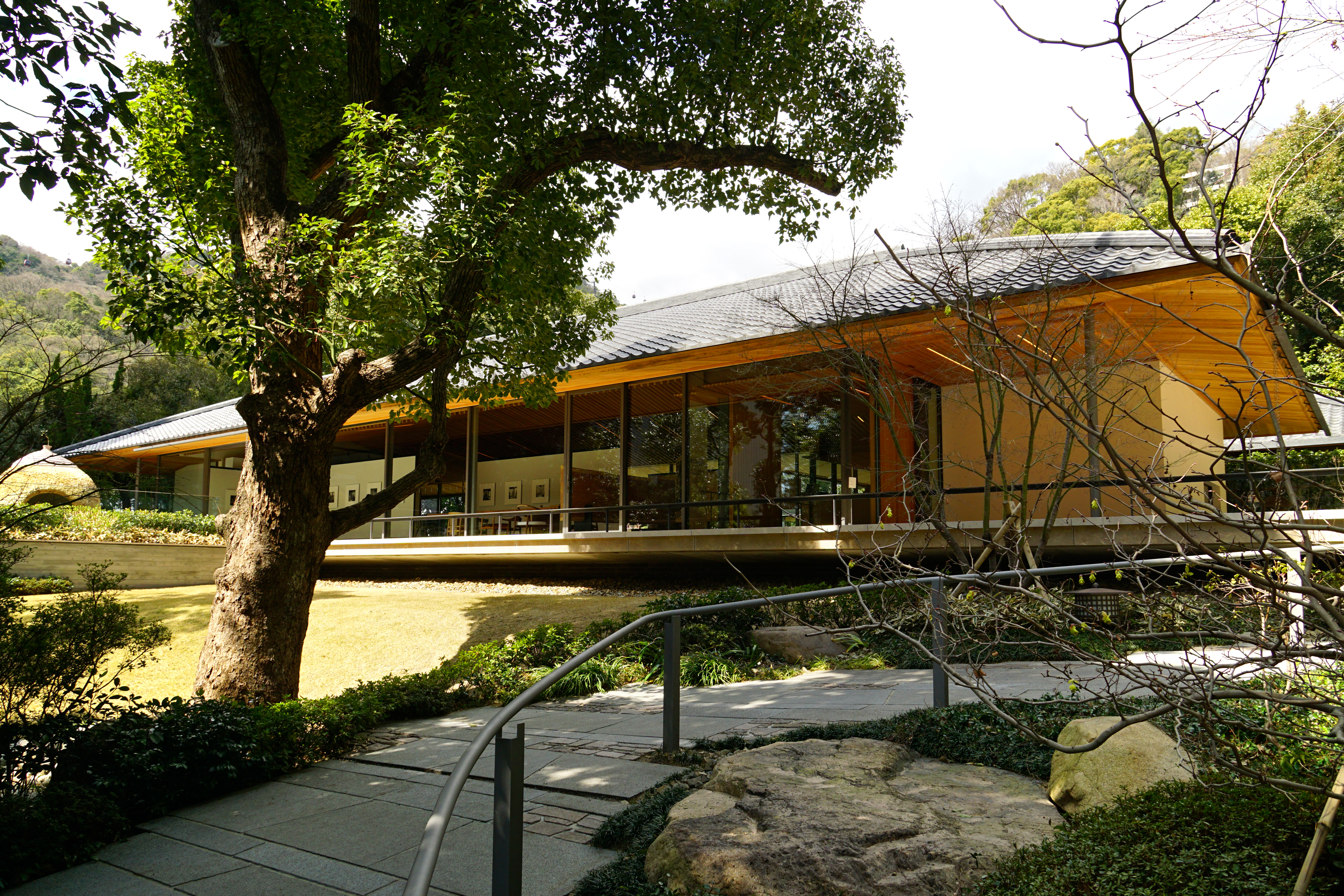
展示室外観

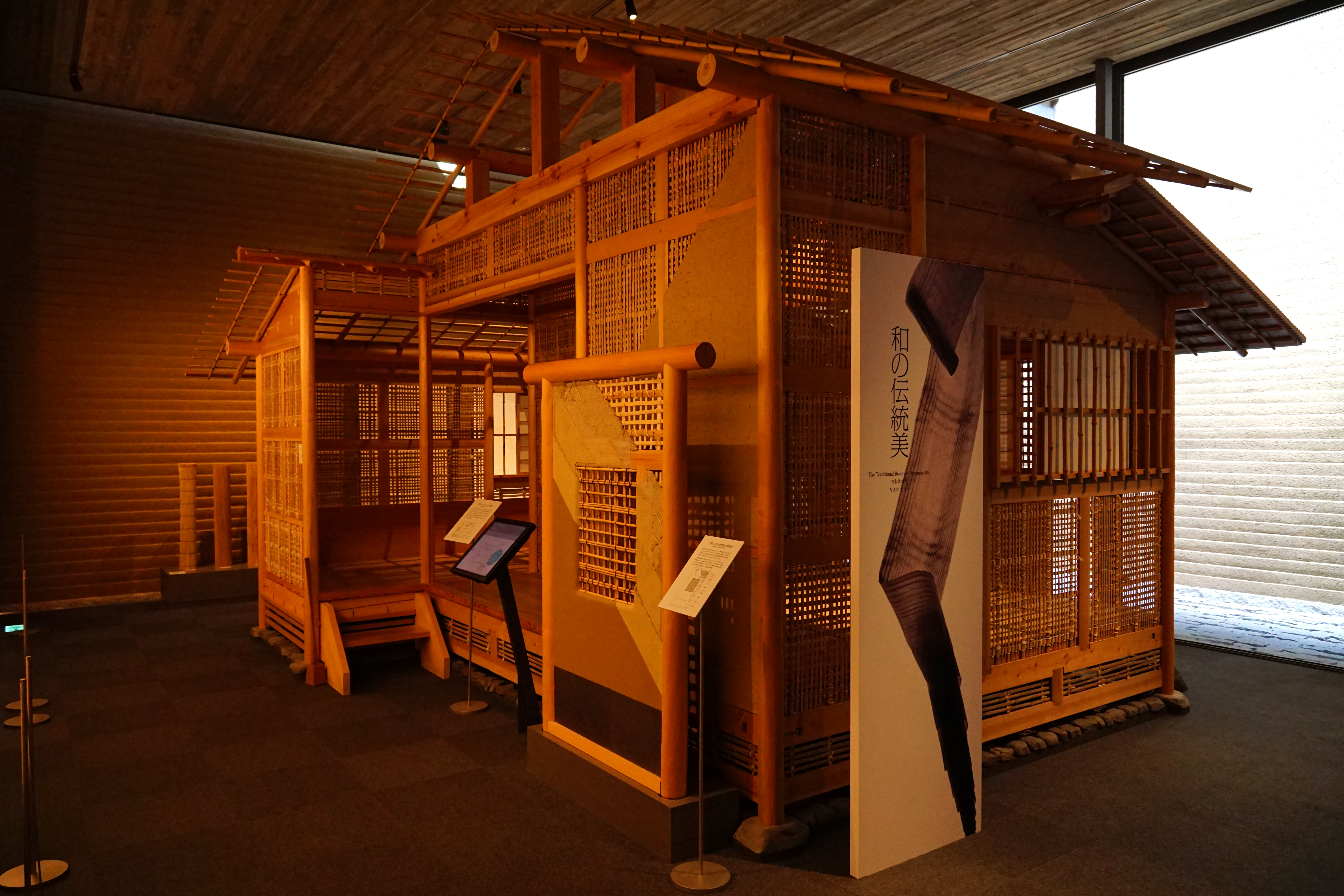
茶室棟「一滴庵」（地下1階フロア）

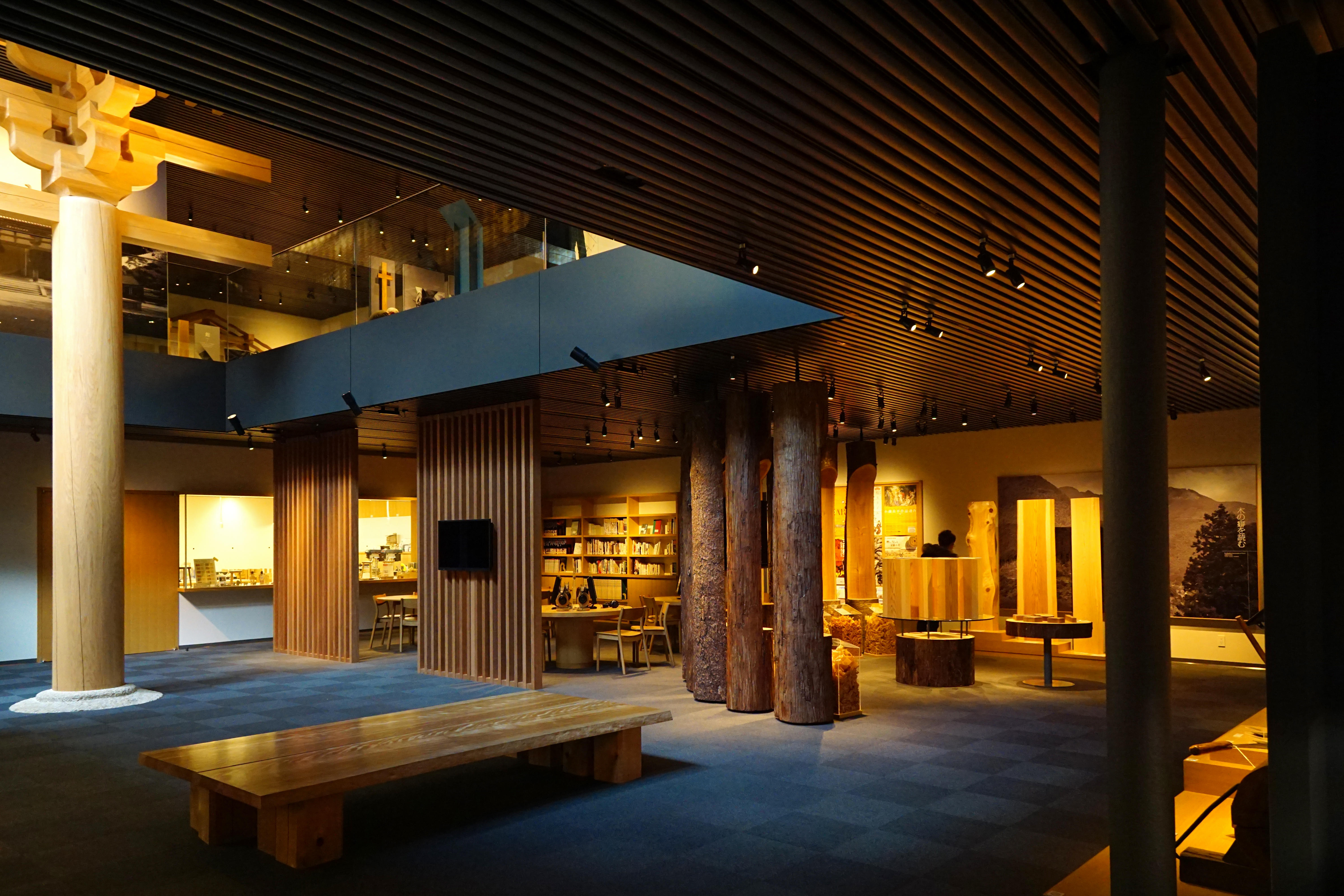
地下2階フロア

竹中大工道具館（たけなかだいくどうぐかん）は、竹中工務店が、兵庫県神戸市中央区に1984年（昭和59年）に開設した企業博物館である。公益財団法人竹中大工道具館が運営している。

## 概要
大工道具を収集・保存することを目的としている日本唯一の博物館である。
1984年（昭和59年）の開館から2014年（平成26年）5月までは神戸市中央区中山手通4にあった旧館で活動していた。
開館から30年を経過し、建物の老朽化が進むと共に収蔵庫も手狭になってきたことから、JR新神戸駅近い神戸市中央区熊内町7の竹中工務店本社跡地に新築・移転し、2014年（平成26年）10月4日から新館での展示が一般に公開されることになった。
日本博物館協会会員館、兵庫県博物館協会加盟館。博物館法に基づく神戸市教育委員会登録博物館である。またひょうごっ子ココロンカード、のびのびパスポートの対象施設になっている。

## 沿革
- 1984年（昭和59年)7月 - 開館
- 1989年（平成元年）11月 - 「財団法人竹中大工道具館」設立許可
- 2009年（平成21年）3月 - 常設展示をリニューアル
- 2012年（平成24年）4月 - 「公益財団法人竹中大工道具館」に移行[10]
- 2014年（平成26年）
  - 5月 - 旧館が閉館[1][3]。
  - 10月4日 - 新館が開館[1][2][4][3]。

## 展示・収蔵
下記の通り、木造建築に使った道具や、日本の伝統的な木造建築の「木組」などを展示しているが、手に触れることのできるものや原寸大での復元模型なども多く用意して、五感で感じてもらえるような工夫を凝らしている。

### 道具の展示・収蔵
縄文時代から昭和までの木造建築に使った道具の実物や複製を年代順に紹介する展示を行っている。
カンナやノミ、ノコギリ、墨掛道具などのほか、石斧や鉄斧なども収集・展示している。
2014年（平成26年）10月の新館移転時点で、約30,500点の資料を収蔵している。

### 「木組」などの日本の伝統建築の紹介
釘をほとんど用いずに建築する日本の伝統的な木造建築の「木組」の技術を間近で見られるように展示されている。
そのため、原寸大で再現した展示を行っている。
- 唐招提寺金堂組物[3] - 国宝になっている唐招提寺金堂の柱や屋根を原寸大の復元模型で、高さは約7mある[1]。
- スケルトン茶室 - 重要文化財になっている[1]大徳寺玉林院にある茶室「蓑庵」の[3]柱や梁から竹組みまでの骨格をむき出しにした復元模型[1]。数寄屋造りの技術を見せる展示である[1]。

### 映像展示
鎌倉時代の工事現場を描いた絵巻物がタッチパネルに触れることで動き出し、大工道具の使い方を解説する映像の展示もある。

### 木工室
ベテラン宮大工や木工作家が教える形で木工教室などを開催し、木工作業を体験できる。

## 新館の特徴
建物は鉄筋コンクリート造り（一部鉄骨造り）の地上1階・地下2階建てで、延べ床面積は約1,884m2あり、中山手通にあった旧館の約1.8倍の規模へ拡大している。
中庭に面した土壁は、平らな壁をこてで削って凹凸を付けた「版築壁」と呼ばれるもので、西宮神社などでも用いられている伝統的な技法を、左官職人が手掛けて作り上げたものとなっている。
また、この中庭の表面には江戸時代に使われていた「だるま窯」を復元して焼成した瓦が敷き詰められており、中庭自体も伝統技法を再現したものとなっている。
さらに、大徳寺玉林院にある茶室「蓑庵」を模した茶室棟「一滴庵」も作られている。
その他にも、漆喰や奈良県産の杉材なども用いているなど、施設の建造物そのものも復元した資料のような形になっている。

## 開館日時
- 開館時間：9時30分～16時30分[2]
- 休館日：月曜日（祝日の場合は翌日）[1][2]、年末年始（12月26日～1月7日）
- 入館料：一般500円、大・高生300円、小・中生100円無料、65歳以上は200円[2]。

## 交通アクセス
- 山陽新幹線・地下鉄山手線・北神線 新神戸駅 徒歩5分

## 周辺
- 新神戸オリエンタルシティ - クラウンプラザ神戸、新神戸オリエンタル劇場
- 神戸芸術センター
- 生田川公園